# Sculpture by the Sea Cottesloe

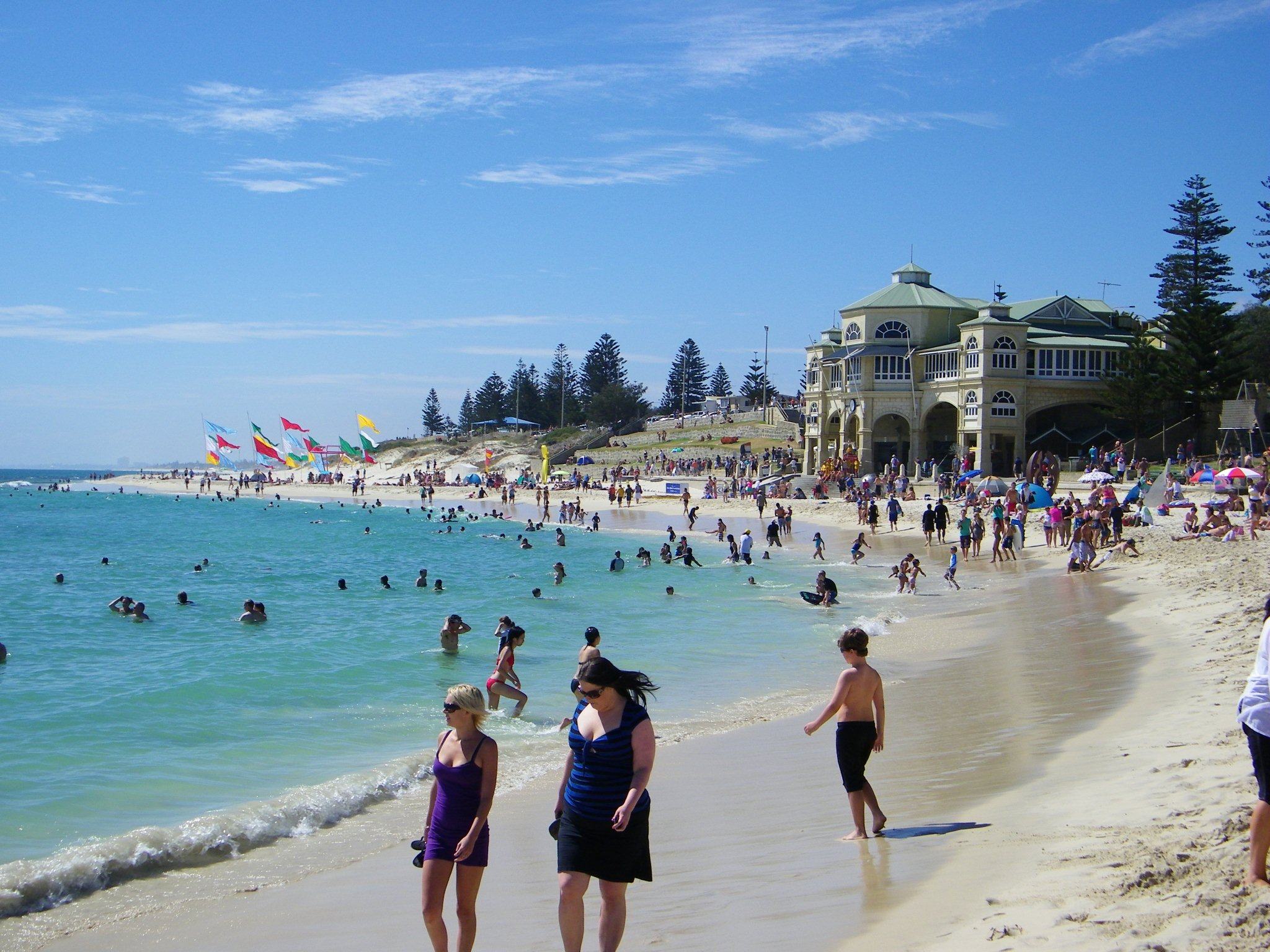
Bild vom Strand mit Bildhauerwerken im Hintergrund (Bild 2010)

Die seit 2005 jährlich stattfindende  Ausstellung Sculpture by the Sea Cottesloe zeigte 2014 74 Werke nationaler und internationaler Bildhauer am Strand von Cottesloe, eine Vorstadt von Perth, in Western Australia.

## Geschichte
Die Idee zur Sculpture by the Sea stammt von David Handley aus den 1990er Jahren und wurde erstmals im Jahr 1997 am Bondi Beach in Sydney für die Dauer von einem Tag veranstaltet. In Cottesloe wurde sie erstmals 14-tägig im Jahr 2005 unter demselben Titel mit 37 ausgestellten Arbeiten abgehalten. Aarhus in Dänemark schloss sich im Jahr 2009  dieser Ausstellungsform mit dem Titel Sculpture by the Sea Aarhus an. Es ist die erste derartige Ausstellung außerhalb von Australien, die alle zwei Jahre stattfindet.

## Galerie

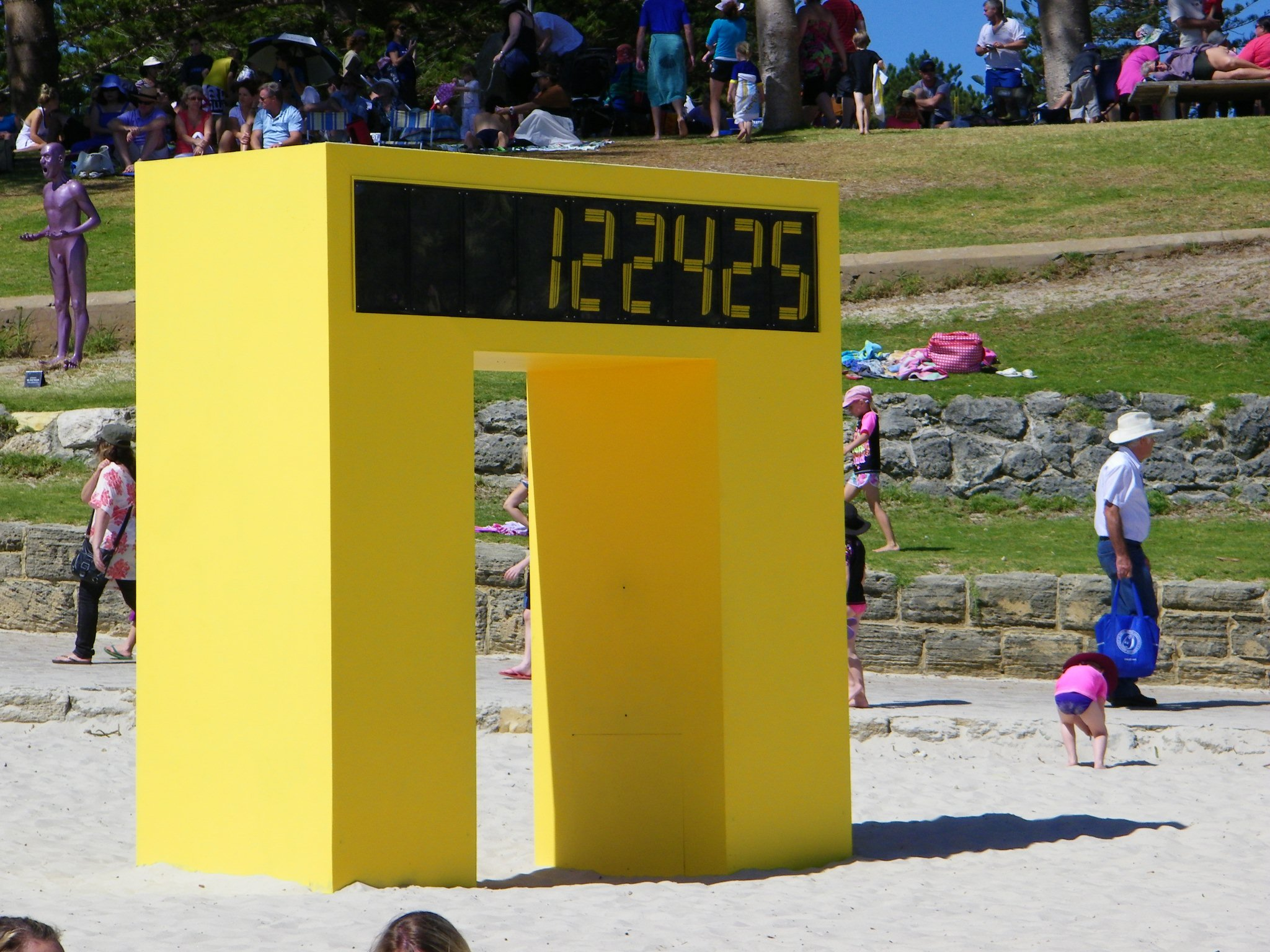
Bild der Ausstellung in Cottesloe (2010)